# Endó Maszahiro
Endó Maszahiro (Tokió, 1970. augusztus 15. –) japán válogatott labdarúgó.

## Nemzeti válogatott
A japán válogatottban 8 mérkőzést játszott.

## Statisztika
| Japán válogatott | Japán válogatott | Japán válogatott |
| Időszak          | Mérk.            | gól              |
| ---------------- | ---------------- | ---------------- |
| 1994             | 8                | 0                |
| Összesen         | 8                | 0                |